# Підвіска Крісті

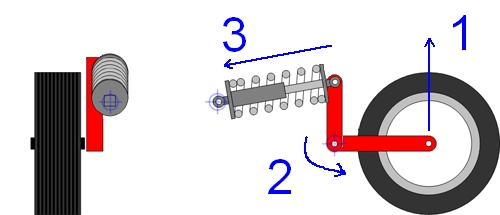
Схема Підвіски Крісті

Підвіска Крісті, або «свічкова» підвіска.
Була винайдена в США інженером Джоном Крісті для колісно-гусеничних машин. Така підвіска завдяки гвинтовій, циліндричній пружині забезпечує танку більшу швидкість на бездоріжжі та нижчий профіль. Також збільшуєтся максимальна сила тиску на гусениці танка.

## Історія
Крісті виступав за використання легких танків з великою дальністю та високою швидкістю, призначених для проникнення в ворожі лінії та нападу на їхню інфраструктуру та логістичні можливості.
Основною проблемою з танками під час Першої світової війни були проблеми з поломкою гусеничної підвіски до того, як танк прибув до бою. Перший танк Крісті 1919 року можна було рухати на колесах, щоб дістатися до початкової точки, а потім встановлювалися гусениці перед тим, як він почне діяти. Танковий корпус США замовив у компанії Крісті один танк на основі цієї конструкції. Танк, відомий як M1919, був доставлений на початку 1921 року і проходив випробування, поки Крісті не запропонувал його модифікувати. Модифікації додали спіральну підвіску на передні колеса і прибрали башту - озброєння перенесено на носову частину машини. Танк – тепер відомий як M1921 – проходив випробування в 1922 і 1923 роках, але вважалося, що йому не вистачає маневреності та внутрішнього простору, і тому в 1924 році він був поміщений в музей на Абердінському полігоні.

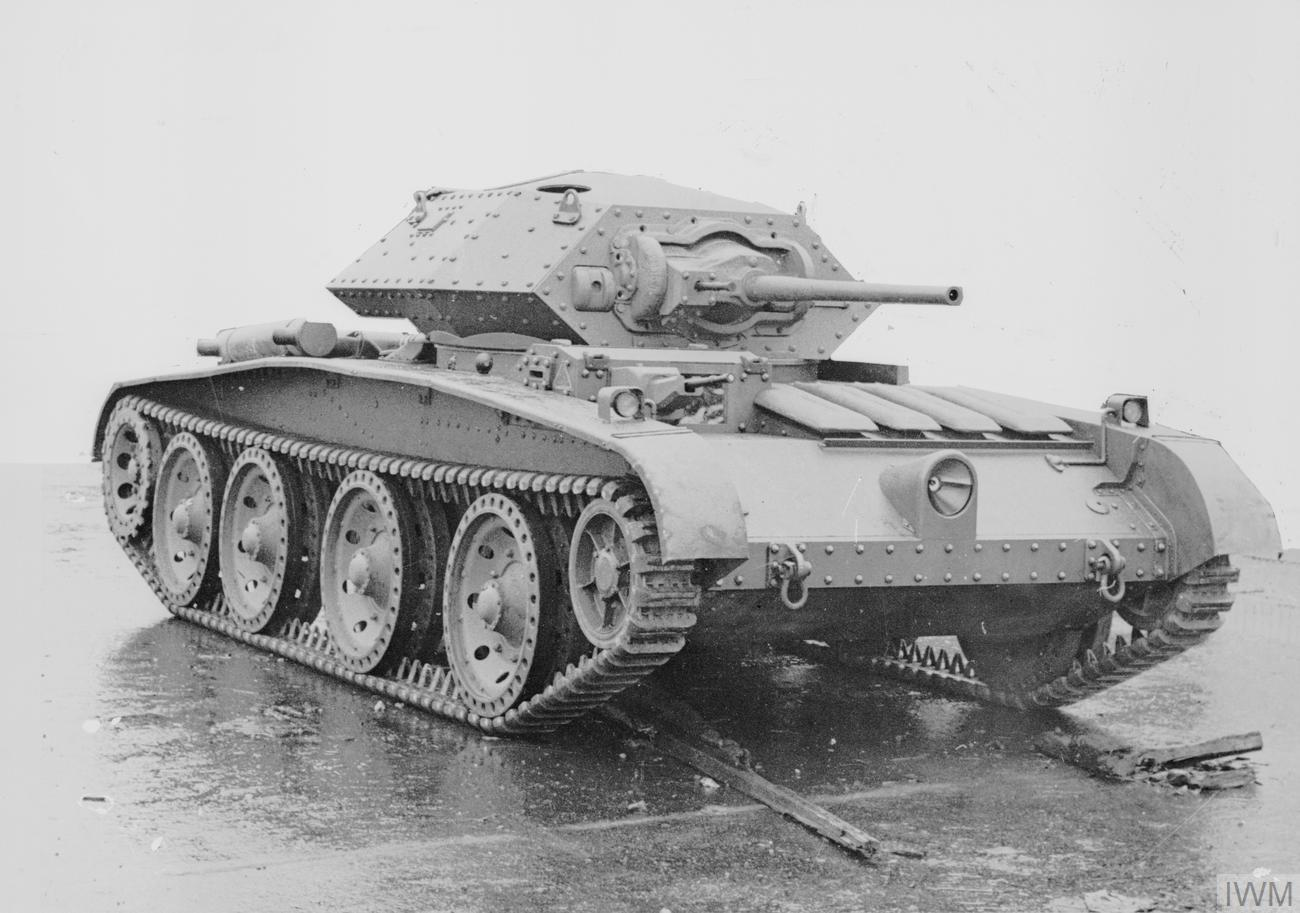
Британський танк Cruiser Tank Mark III (А13) з підвіскою Крісті
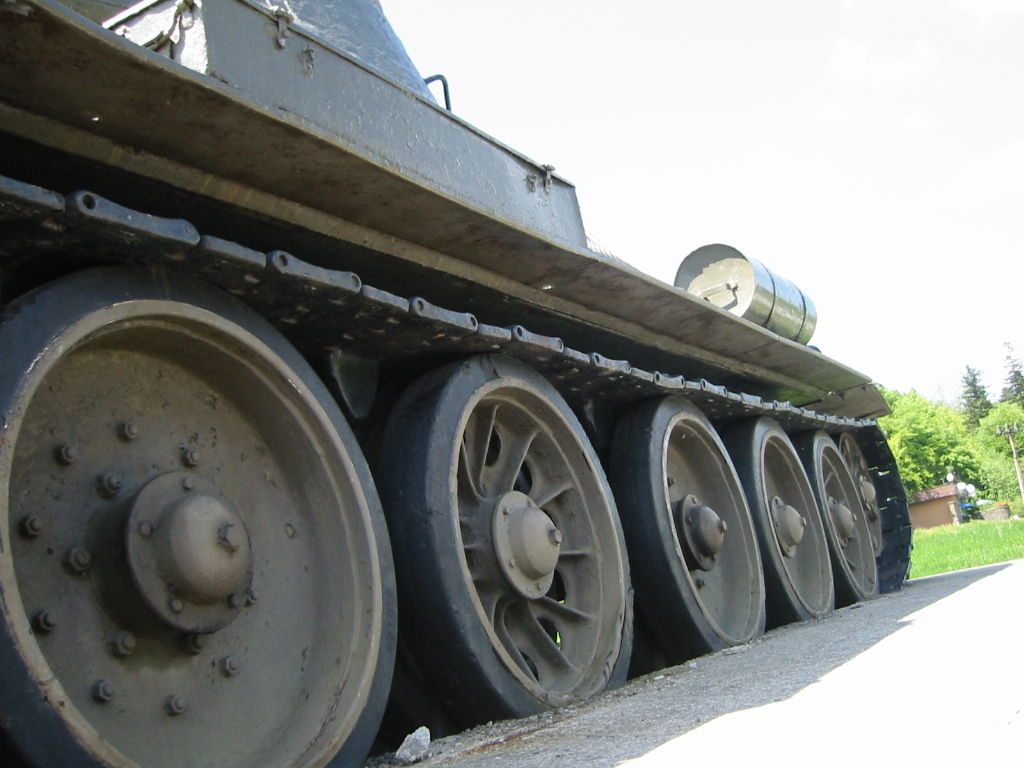
Привід Т-34
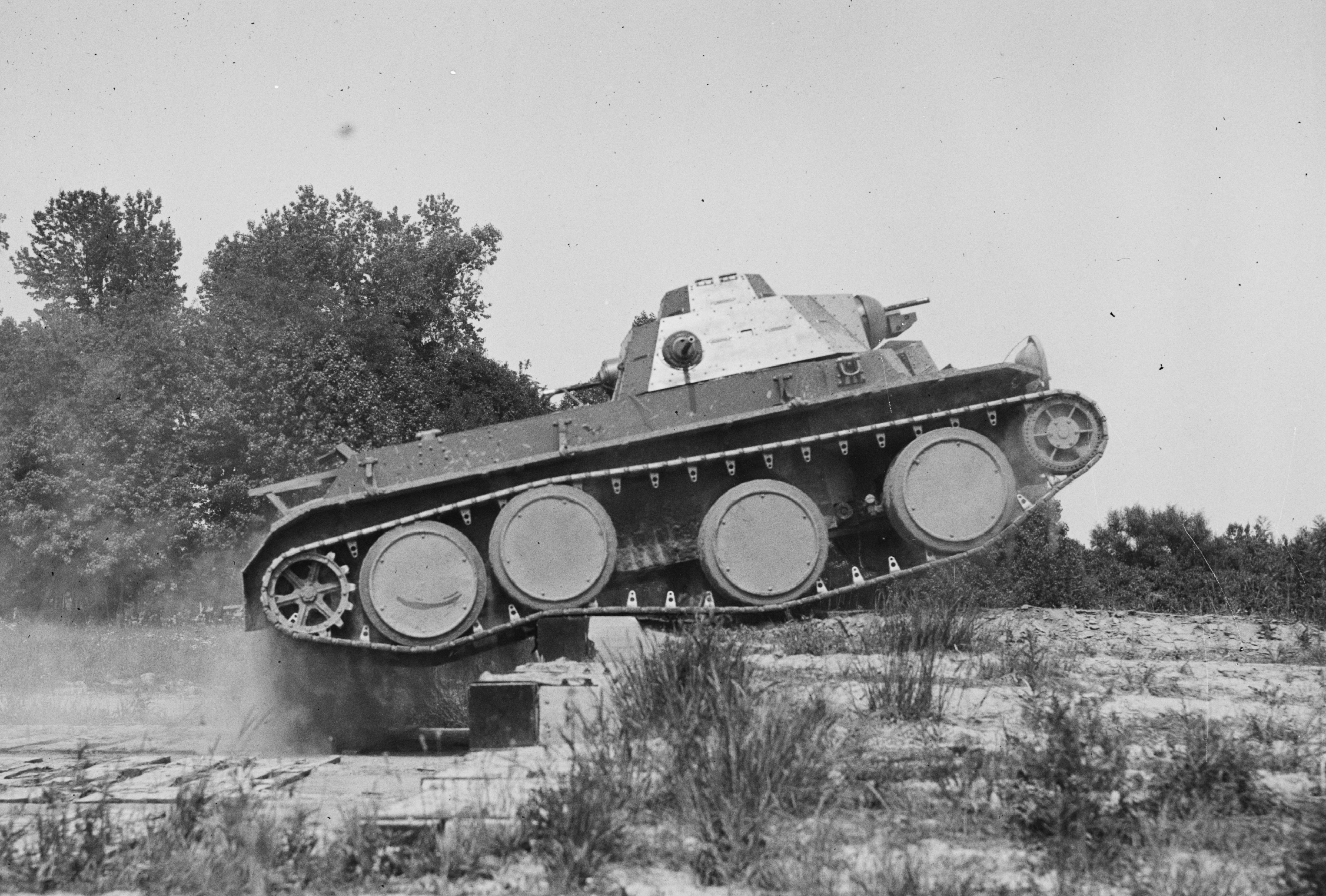
Танк T3E2 з підвіскою Крісті долає перешкоду під час випробувань у 1936 році
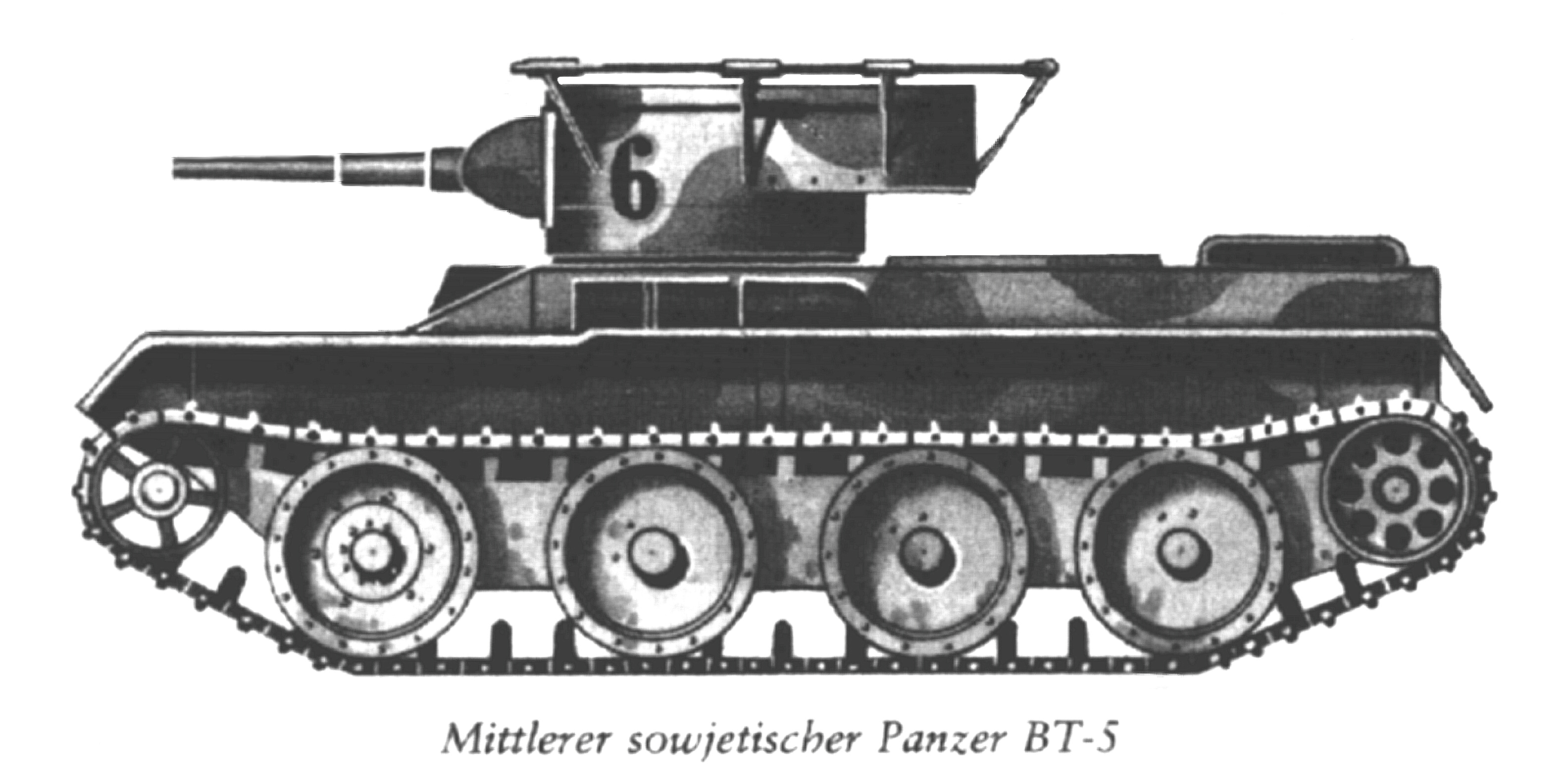
Схема танка БТ-5